# 鼠尾草酸
鼠尾草酸是一种松香烷二酚型二萜，发现于迷迭香（学名：Rosmarinus officinalis）、藥用鼠尾草（学名：Salvia officinalis）等植物中。鼠尾草酸和鼠尾草酚是“迷迭香提取物”（"extracts of rosemary"，E编码E392）的主要活性成分，可作为抗氧化剂和防腐剂。